# Чемпионат Эстонии по футболу 1923
Чемпионат Эстонии по футболу 1923 — третий независимый чемпионат Эстонии по футболу.
В борьбе за первенство старт взяли 3 команды (ещё 3 отказались от участия).
Чемпионом впервые стал «Калев».

## Полуфиналы
| 9 сентября 1923 | \| Калев \| 1:0 \| Спорт \| | Таллин |
| Калев           | 1:0                         | Спорт  |

## Финал
| 29 октября 1923 | \| Калев \| 6:0 \| АСК \| | Таллин |
| Калев           | 6:0                       | АСК    |